# Такаги, Нобуко
Нобуко Такаги (яп. 高樹 のぶ子 Такаги Нобуко, род. 9 апреля 1946 года) — японская писательница, работающая под псевдонимом. Настоящее имя — Нобуко Цурута (яп. 鶴田 信子 Цурута Нобуко). Лауреат ряда литературных наград — премии Акутагавы (1984), премии Танидзаки (1999), премии Идзуми (2020) и других.
Родилась в префектуре Ямагути. Окончила колледж Токийского женского христианского университета. В 1968—1970 годах работала в издательской компании «Байфукан». В 1974 году переехала в город Фукуока. В литературе дебютироавала в 1980 году; центральными темами её творчества являются вопросы любовных отношений — романтические, супружеские, внебрачные. Автобиографический роман 2004 года «Маймай Синко» (яп. マイマイ新子) спустя пять лет был адаптирован в полнометражный анимационный фильм режиссёром Сунао Катабути.
В 2008 году выступила приглашённым профессором Университета Кюсю.